# Jean-Christophe Fromantin
Pour les articles homonymes, voir Fromantin.
Jean-Christophe Fromantin, né le 30 août 1962 à Nantes (Loire-Atlantique), est un chef d'entreprise et homme politique français de centre droit, membre de l'UDI puis indépendant.
Jean-Christophe Fromantin est maire de Neuilly-sur-Seine depuis 2008. Après avoir lancé le parti Territoires en mouvement, il est élu en 2012 député de la sixième circonscription des Hauts-de-Seine. Il ne se représente pas en 2017, préférant conserver son mandat de maire. Il est élu en 2021 au conseil départemental des Hauts-de-Seine, dont il devient vice-président.

## Biographie

### Formation et famille
Jean-Christophe Fromantin fait ses études dans différents établissements scolaires à Saintes, Dunkerque et Strasbourg, où il obtient son bac en 1981. Après une année de sciences économiques et une autre en classe préparatoire, il intègre l’ESLSCA à Paris et en sort diplômé en 1986.
Il est marié et père de quatre enfants.
Le  7 juillet 2025, Jean-Christophe Fromantin soutient une thèse à l'IAE Paris-Sorbonne Université, portant sur l'avenir des quartiers d'affaires. Il est docteur en sciences de gestion.

### Carrière professionnelle
Entre 1987 et 1988, il effectue son service national comme coopérant à Lisbonne. À son retour en 1989, il crée Eurochallenge, une société de services et de conseils pour l'import-export.
À la suite de la fusion avec Interex en 1994, il prend la direction de la société nouvellement créée, Export Entreprises,, qui participe en 2009 au lancement du site Globaltrade.net, issu d'un partenariat public-privé entre le département du Commerce des États-Unis et la Fédération des associations du commerce international (FITA).

## Parcours politique

### Maire de Neuilly-sur-Seine
Candidat divers droite, il se présente à l'élection municipale de 2008 à Neuilly-sur-Seine. Il se retrouve opposé à la municipalité d'alors, puis à David Martinon, soutenu par Nicolas Sarkozy qui était lui-même maire de cette ville de 1983 à 2001.
Au second tour, la liste qu'il conduit l'emporte avec 61,67 % des voix contre 38,33 % à celle de son rival. Il est élu maire de la ville le 23 mars 2008, lors du premier conseil municipal, par 37 voix contre 8 à Arnaud Teullé au terme d'une campagne houleuse.
Le 10 juin 2009, Jean-Christophe Fromantin est élu au bureau du syndicat mixte Paris Métropole présidé par le socialiste Jean-Yves Le Bouillonnec. Le 8 novembre 2010, il devient vice-président de Paris Métropole au côté du nouveau président Jacques J. P. Martin, maire UMP de Nogent-sur-Marne.
Candidat aux élections cantonales de mars 2011 dans le canton Nord de Neuilly-sur-Seine, il obtient au premier tour la majorité absolue, mais n'est pas élu, car il ne réunit pas assez de suffrages : 21 % des inscrits seulement. Au second tour, le 27 mars 2011, obtenant 70,24 % des suffrages exprimés, il est élu face à Marie-Cécile Ménard, conseillère sortante UMP.
À deux reprises, en 2014 et en 2020, Jean-Christophe Fromantin est réélu maire de Neuilly-sur-Seine dès le 1er tour. Le 15 mars 2020, il obtient 60,25% des voix. Aux présidentielles 2022, il affiche son soutien à Valérie Pécresse.

### Député des Hauts-de-Seine
En juin 2012, au premier tour des élections législatives dans la sixième circonscription des Hauts-de-Seine, Jean-Christophe Fromantin obtient 59,86 % des voix, loin devant Bernard Lepidi (divers droite, 19,92 %) et Marie Brannens (PS, 9,18 %).
À l'issue du deuxième tour, le 17 juin 2012, Jean-Christophe Fromantin est élu député des Hauts-de-Seine avec 69,51 % des voix, face à la candidate du PS Marie Brannens (10,65 %) et à Bernard Lepidi (19,84 %).
En décembre 2012, il cède son siège de conseiller général à sa suppléante Alexandra Fourcade, 8e adjoint au maire de Neuilly-sur-Seine chargée des Affaires sociales et de la Santé.
En 2013, il milite contre le droit au mariage homosexuel,.
En mai 2014, il se déclare candidat à la présidence de l'UDI (Union des démocrates et indépendants). À l'issue du premier tour, il arrive en quatrième position, obtenant 11,1 % des suffrages exprimés. Il soutient Hervé Morin au second tour.
Le 26 novembre 2014, il fait partie des sept députés à voter contre une proposition de résolution « visant à réaffirmer le droit fondamental à l'interruption volontaire de grossesse en France »,. 143 députés ont voté pour.
Le 6 décembre 2015, il annonce son départ de l'UDI à la suite des résultats du premier tour des élections régionales.
En mars 2017, il annonce ne pas être candidat à sa réélection en tant que député.

### Candidature aux élections européennes de 2024
Dans le cadre des élections européennes de juin 2024, Jean-Christophe Fromantin annonce constituer une liste, appelée Notre Europe et portée par Territoires en Mouvement.
Bertrand Pancher, président du groupe LIOT et Jean-Christophe Fromantin annoncent travailler à un rapprochement afin de constituer une liste commune,.

## Prises de position
Il milite contre le droit au mariage pour les personnes de même sexe et suscite la polémique au sein de son groupe politique pour son opposition au projet de loi de 2014 faisant de l'avortement un droit fondamental,. 

## Candidature de la France pour l'Exposition Universelle de 2025

Logo initial du projet.

À partir de 2011, Jean-Christophe Fromantin est à l'origine de la candidature de la France pour l'exposition universelle de 2025. Il préside ensuite le comité ExpoFrance 2025 chargé de cette candidature, qui est retirée par le Premier ministre Édouard Philippe en janvier 2018, évoquant des faiblesses structurelles du projet,,.
Pour les organisateurs du projet, le retrait de cette candidature a surtout servi à masquer les retards pris par la ligne 18 du Grand Paris Express.

## Ouvrages
- Mon village dans un monde global : la place de la France dans la mondialisation, Bourin Éditeur, 2011  (ISBN 978-2-8494-1229-9)
- Le Temps des territoires, Bourin Éditeur, 2012  (ISBN 978-2-8494-1307-4)
- La France réconciliée, Éditions de l'Archipel, 2014  (ISBN 978-2-8098-1588-7)
- 2017, et si c'était vous ?, Éditions Michel Lafon, 2016  (ISBN 978-2-7499-3017-6)
- Travailler là où nous voulons vivre, Vers une géographie du progrès, Éditions François Bourin, 2018  (ISBN 979-10-252-0424-5)

## Prix
En octobre 2021, Jean-Christophe Fromantin reçoit d' "Ecologie Responsable", un think thank de droite, le prix de l’Enracinement – Simone Weil pour récompenser « une personnalité qui œuvre à la fois pour l’écologie et l’innovation ».